# سیارک ۵۵۸۳۸
سیارک ۵۵۸۳۸ (به انگلیسی: 55838 Hagongda، نامگذاری:1996LN)۵۵۸۳۸مین سیارک کشف شده‌است که در ۰۷ ژوئن ۱۹۹۶ کشف شد.